# Lasiomerus andabata
Lasiomerus andabata är en insektsart som beskrevs av Izyaslav M. Kerzhner 1992. Lasiomerus andabata ingår i släktet Lasiomerus och familjen fältrovskinnbaggar. Inga underarter finns listade i Catalogue of Life.